# Maira auribarbis
Maira auribarbis är en tvåvingeart som först beskrevs av Macquart 1848.  Maira auribarbis ingår i släktet Maira och familjen rovflugor. Inga underarter finns listade i Catalogue of Life.